# 1668
1668 (MDCLXVIII) je bilo prestopno leto, ki se je po gregorijanskem koledarju začelo na nedeljo, po 10 dni počasnejšem julijanskem koledarju pa na sredo.

## Dogodki
- Španija prizna neodvisnost Portugalske.

## Rojstva
- 23. junij - Giovanni Battista Vico, italijanski filozof, zgodovinar († 1744)
- 31. december - Herman Boerhaave, nizozemski zdravnik, fiziolog in botanik († 1738)